# Lijst van rivieren in Georgië
Dit is een lijst van de grootste rivieren in Georgië, zowel qua lengte als stroomgebied (meer dan 1000 km2).

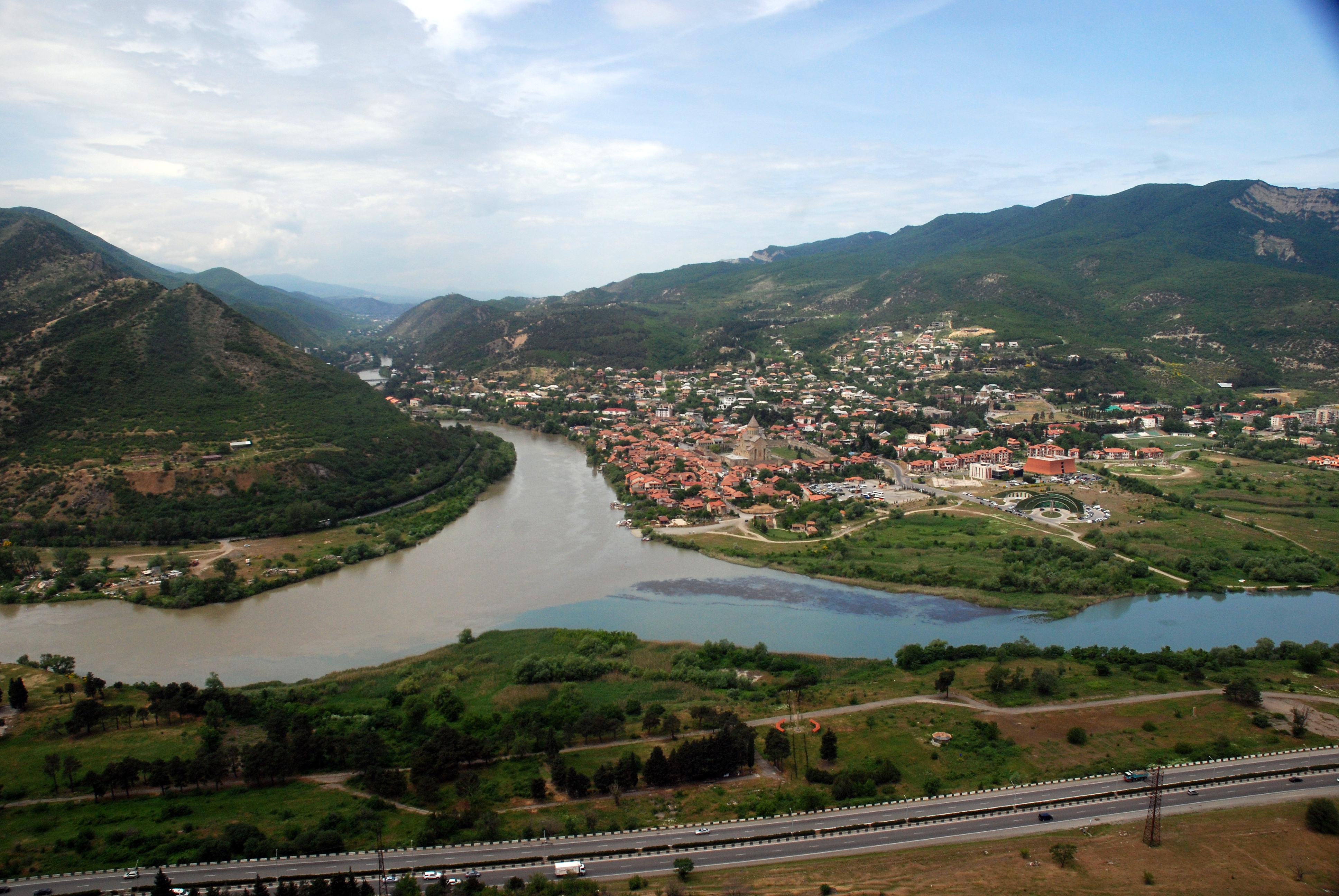
Samenvloeiing van de Aragvi en Mtkvari bij Mtscheta
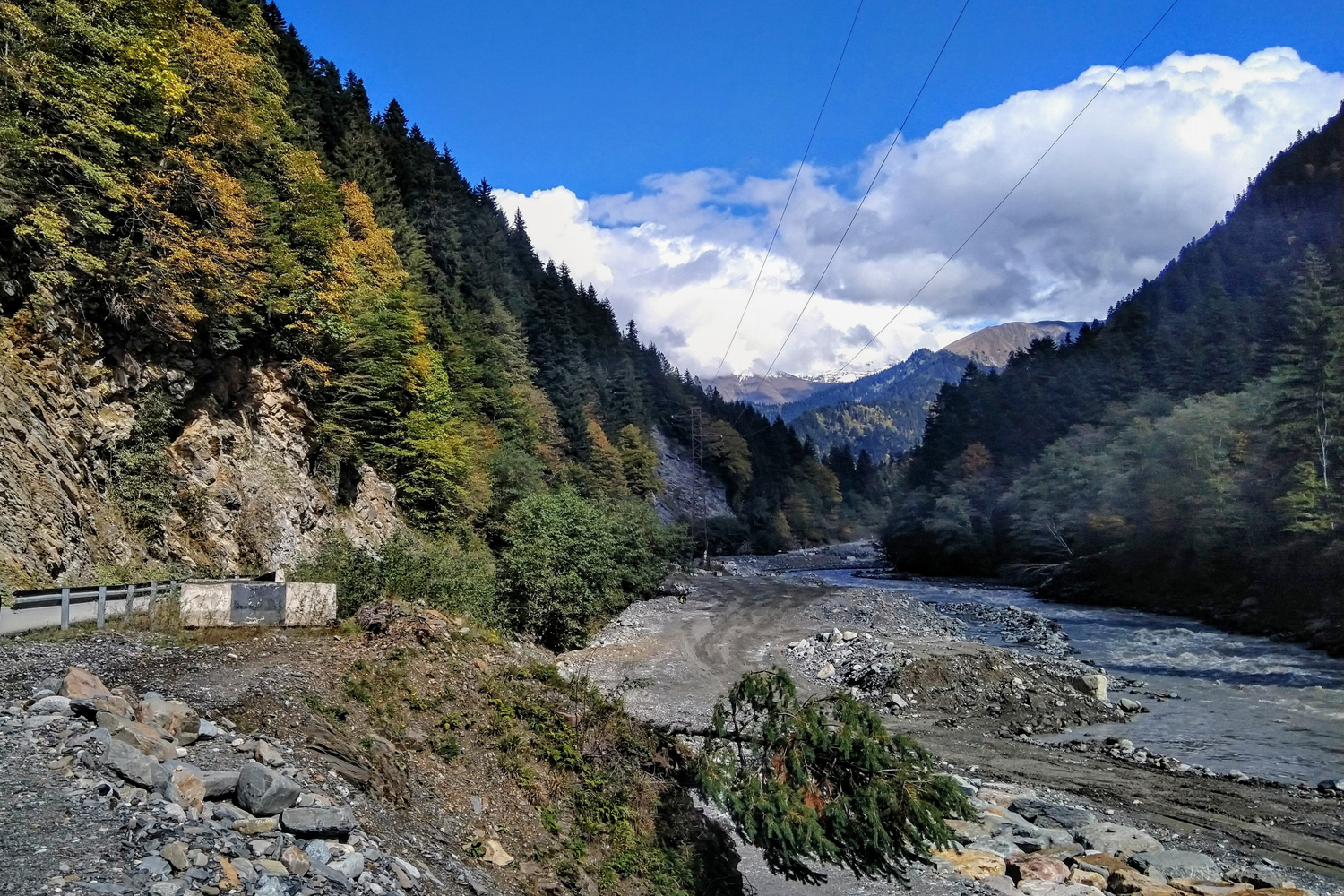
Kloof van de Rioni in Ratsja
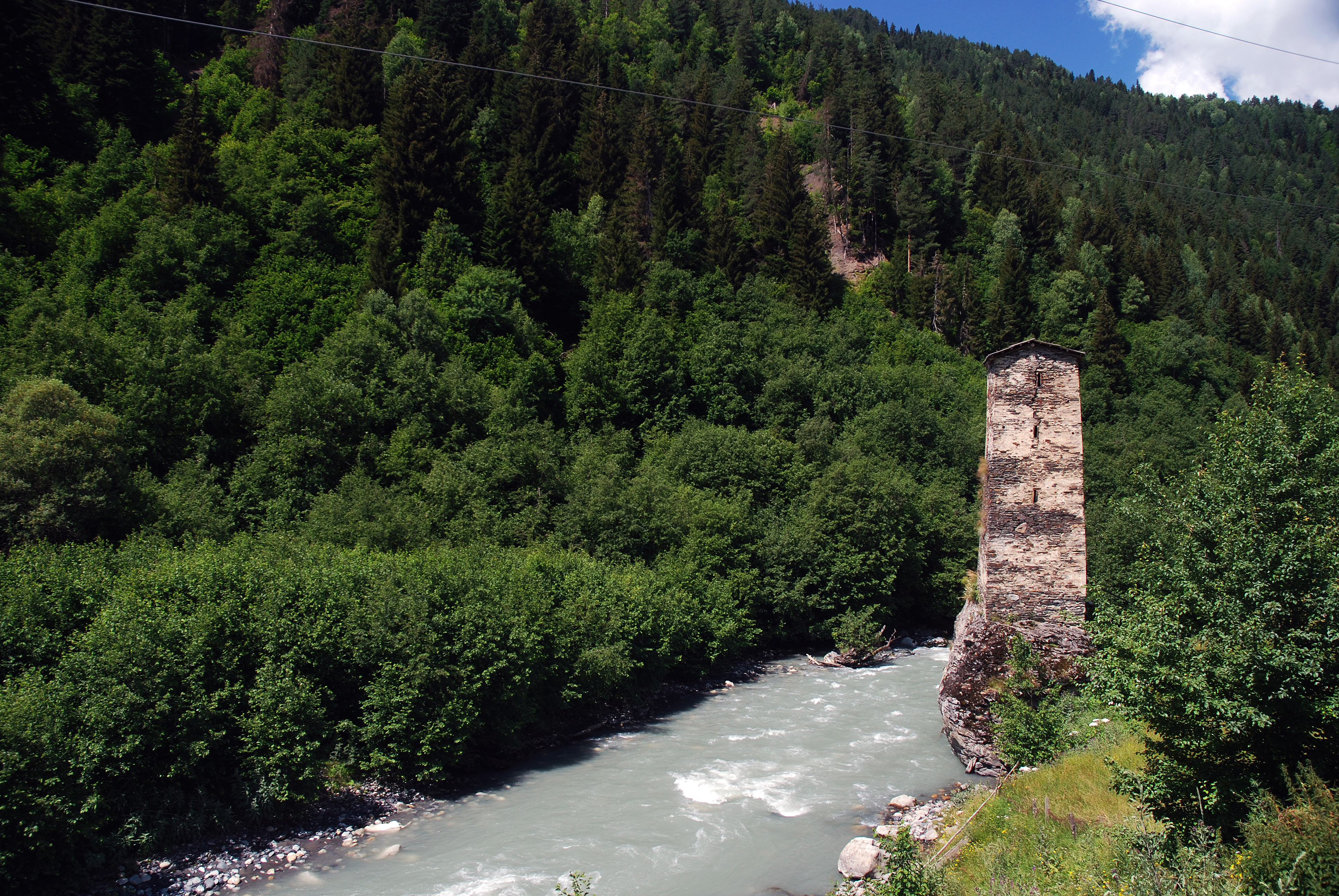
Engoeri tussen Mestia en Oesjgoeli

| Rivier         | Lengte (km) | Lengte (km) | Stroomgebied (km2) | Oorsprong                          | Drainage                            |
| Rivier         | Totaal      | In Georgië  | Stroomgebied (km2) | Oorsprong                          | Drainage                            |
| -------------- | ----------- | ----------- | ------------------ | ---------------------------------- | ----------------------------------- |
| Alazani        | 390         | 362         | 11.800             | Grote Kaukasus (Toesjeti NP)       | Kaspische Zee (via Mtkvari)         |
| Rioni          | 327         | 327         | 13.400             | Grote Kaukasus (Ratsja)            | Zwarte Zee                          |
| Mtkvari        | 1515        | 326         | 188.000            | Oost-Anatolië                      | Kaspische Zee                       |
| Engoeri        | 213         | 213         | 4060               | Grote Kaukasus (Boven-Svanetië)    | Zwarte Zee                          |
| Chrami         | 220         | 201         | 8300               | Kleine Kaukasus (Trialetigebergte) | Kaspische Zee (via Mtkvari)         |
| Tschenistskali | 176         | 176         | 2120               | Grote Kaukasus (Neder-Svanetië)    | Zwarte Zee (via Rioni)              |
| Iori           | 320         | 320         | 4650               | Grote Kaukasus (Ertso-Tianeti)     | Kaspische Zee (via Mtkvari)         |
| Chobi          | 150         | 150         | 1340               | Grote Kaukasus (Neder-Svanetië)    | Zwarte Zee                          |
| Kvirila        | 140         | 140         | 3630               | Grote Kaukasus (Ratsja)            | Zwarte Zee (via Rioni)              |
| Aragvi         | 112         | 112         | 2740               | Grote Kaukasus (Mtioeleti/Psjavi)  | Kaspische Zee (via Mtkvari)         |
| Kodori         | 110         | 110         | 2030               | Grote Kaukasus (Abchazië)          | Zwarte Zee                          |
| Bzyb           | 110         | 110         | 1510               | Grote Kaukasus (Abchazië)          | Zwarte Zee                          |
| Soepsa         | 108         | 108         | 1130               | Kleine Kaukasus (Goeria)           | Zwarte Zee                          |
| Techoeri       | 101         | 101         | 1040               | Grote Kaukasus (Neder-Svanetië)    | Zwarte Zee                          |
| Liachvi        | 98          | 98          | 2440               | Grote Kaukasus (Zuid-Ossetië)      | Kaspische Zee (via Mtkvari)         |
| Adjaristskali  | 90          | 90          | 1540               | Kleine Kaukasus (Adzjarië          | Zwarte Zee (via Tsjorochi)          |
| Dziroela       | 83          | 83          | 1270               | Lichigebergte (Imereti)            | Zwarte Zee (via Kvirila, Rioni)     |
| Paravani       | 74          | 74          | 2350               | Javacheti Hoogland (Paravanimeer)  | Kaspische Zee (via Mtkvari)         |
| Masjavera      | 66          | 66          | 1390               | Kleine Kaukasus (Kvemo Kartli)     | Kaspische Zee (via Chrami, Mtkvari) |
| Tsjorochi      | 438         | 26          | 22.100             | Noordoost-Turkije                  | Zwarte Zee                          |